# David Watson (Fußballspieler, 2005)
David Shankland Watson (* 12. Februar 2005 in Prestwick) ist ein schottischer Fußballspieler, der beim FC Kilmarnock in der Scottish Premiership spielt.

## Karriere

### Verein
David Watson wurde als Sohn der ehemaligen schottischen Fußballnationalspielerin Claire Houston in Prestwick an der Südwestküste von Schottland geboren. Als Zehnjähriger wechselte er in die Jugendakademie des FC Kilmarnock. Am 3. September 2021 unterzeichnete er seinen ersten Vertrag als Profi während er Mannschaftskapitän der U18 war. Am folgenden Tag gab er sein Debüt in der ersten Mannschaft als Einwechselspieler bei einem Sieg in der 2. Runde des Challenge Cup über den FC Falkirk. Er gehörte in der Saison 2021/22 jedoch nicht zum Kader der ersten Mannschaft die in die erste Liga aufstieg.
In der folgenden Saison spielte Watson im Juli 2022 zweimal als Einwechselspieler im schottischen Ligapokal gegen Montrose und Stenhousemuir. Im März 2023, kurz nach seinem 18. Geburtstag, gab Watson sein Ligadebüt unter Trainer Derek McInnes gegen die Glasgow Rangers als er bei der 1:3-Niederlage in Ibrox für Alan Power eingewechselt wurde. Er startete danach in acht der letzten zehn Spielen der Saison in der ersten Elf. Sein Durchbruch fiel mit einer Verbesserung der Ergebnisse zusammen mit Ausnahme einer Heimniederlage gegen den FC St. Johnstone, bei der Watson in der ersten Halbzeit eine Rote Karte erhielt. Der Aufsteiger entkam dem Abstieg und belegte den 10. Platz am Ende der Spielzeit 2022/23. Im Mai 2023 verlängerte Watson seinen Vertrag um zwei Jahre.
Zu Beginn der Saison 2023/24 stand Watson weiterhin in der Startelf und wurde für seine Leistungen gelobt, als Kilmarnock im Rugby Park sowohl die Rangers in der Liga, als auch Celtic Glasgow im Ligapokal innerhalb von zwei Wochen besiegte. Im November 2023 unterzeichnete Watson nach weiteren beeindruckenden Leistungen für die erste Mannschaft eine weitere Vertragsverlängerung bis 2026.

### Nationalmannschaft
David Watson debütierte im September 2023 für die schottische U-19-Nationalmannschaft gegen Belgien. Im Juni 2024 gab Watson sein Debüt in der U21.